# (28766) Monge
(28766) Monge  es un asteroide perteneciente al cinturón de asteroides, descubierto el 29 de abril de 2000 por Paul G. Comba desde el Observatorio de Prescott, en Arizona, Estados Unidos.

## Designación y nombre
Monge se designó inicialmente como 2000 HP14. Más adelante fue nombrado en honor al matemático francés  Gaspard Monge (1746-1818).

## Características orbitales
Monge orbita a una distancia media del Sol de 3,0720 ua, pudiendo acercarse hasta 2,5522 ua y alejarse hasta 3,5918 ua. Tiene una excentricidad de 0,1691 y una inclinación orbital de 2,4739° grados. Emplea en completar una órbita alrededor del Sol 1966 días.

## Características físicas
Su magnitud absoluta es 13,5. Tiene 10,252 km de diámetro. Su albedo se estima en 0,088.